# Дарк, Лиза Ли
Лиза Ли Дарк (англ. и валл. Lisa Lee Dark; 16 апреля 1981 года в Суонси, Уэльс) — валлийская оперная певица и актриса озвучивания.

## Биография
Лиза Ли Дарк родилась в Клайдче, одной из долин Суонси. Она родственница Аделины Патти и Бетт Дейвис. У неё редкое заболевание — врожденная гиперплазия коры надпочечников (ВГКН).  В результате чего в детстве она воспитывалась как мальчик, потому что врачи не смогли определить, что она биологически женщина. Это заболевание приводит к чрезмерной выработке тестостерона на ранних стадиях развития плода.
Только в 19-летнем возрасте она узнала, что биологически является женщиной.
Дарк подвергалась серьёзной травле в подростковом возрасте. Она посещала школу для мальчиков, где над ней регулярно издевались. Даже за пределами школы она сталкивалась с таким же обращением, потому что она отличалась как внешне, так и в поведении.

## Карьера

### Актерская карьера
В возрасте десяти лет впервые снялась в европейской рекламе. Участвовала в озвучке фильмов ужасов, в том числе в сериале Баффи.

### Начало музыкальной карьеры
Впервые её услышали в местном парке  в возрасте шести лет, но из-за страха и застенчивости она начала записываться только в девять лет. Первоначально Дарк записывалась в классическом, ньюэйдж стилях и для саундтреков для фильмов и сериалов; в 1992 году, по случайности, Дарк начала записывать танцевальную музыку; у неё вокальный диапазон 8-9 октав и способность имитировать других певцов. В 90-е годы она копировала разные танцевальные хиты. Дарк также добился некоторых успехов в чартах танцевальной музыки, записав ремиксы хитовых песен и выпустив их. Это принесло ей свой первый коммерческий успех.

### Сольная музыкальная карьера
В 1998 году Дарк подписала свой первый контракт на запись соло стоимостью 5 млн фунтов стерлингов. С 1999 по 2002 год Dark выпустил четыре танцевальных альбома, которые достигли умеренного успеха, было продано 50 000 экземпляров. В 2002 году её рекорд-лейбл прекратил с ней работу из-за её «неспособности похудеть».
В 2004 году Дарк выпустила свой первый альбом классической музыки под названием «Дыхание жизни».
В 2005 году Дарк решила тренироваться, чтобы стать оперным певицей; из-за нехватки денег Дарк училась самостоятельно, подражая известным итальянским оперным дивам Ренате Скотто и Мирелле Френи. Прослушав её первые оперные спектакли в 2007 году, критики сказали, что они не могут отличить Дарк от Скотто.
В 2007 году Дарк записала вокал для фильма Кейт Бланшетт «Элизабет». В 2007 году Дарк начала свою полупрофессиональную оперную карьеру, выступая в небольших заведениях по всей Великобритании, её дебютом стала опера Пуччини «Турандот». В 2009 году Дарк была уволена за лишний вес и недостаточную привлекательность.